# Fynske Livregiment
Fynske Livregiment var et af hærens infanteriregimenter, det blev oprettet 1614 af Christian 4.. Den 1. november 1991 blev det lagt sammen med Kongens Jyske Fodregiment, og fik navnet Slesvigske Fodregiment.

## Historie
Det var et af de ældste regimenter i hæren og kunne spore sin historie tilbage til 1614, da det blev oprettet under navnet Fynske Fenle Knægte af Jydske Regiment Landsfolk. Det var dermed jævnaldrende med Sjællandske Livregiment, hærens ældste nuværende enhed. Regimentet har kæmpet i alle danske krige siden 1625.
I lighed med det også nedlagte Bornholms Værn, har destruktionen af Fynske livregiments arkiver af sensitiv natur, medført at en hel del af stampersonellet, efterfølgende ikke har kunnet dokumentere fakta, i forhold til indsættelser i operationel tjeneste udenlands i årene 1978 - 1990.[kilde mangler]

## Regimentets navne
- 17 November 1614 – Fynske Fenle Knægte af Jydske Regiment Landsfolk
- 1661 – Fyenske Landregiment til Fods
- 1679 – Fyenske Regiment
- 1729 – Prins Frederiks Regiment
- 1730 – Fyenske geworbne Regiment
- 1749 – Kronprins Christian Regiment
- 1766 – Kongens Regiment
- 1808 – Kronens Regiment til Fods
- 1839 – 3. Livregiment til Fods
- 1842 – 4. Linie Infanteri-Bataillon
- 1860 – 4. Infanteri-Bataillon
- 1863 – 4. Infanteri-Regiment
- 1865 – 4. Infanteri-Bataillon
- 1867 – 4. Bataillon
- 1. november 1951 – 6. Regiment
- 1. november 1961 – Fynske Livregiment